# Charoset

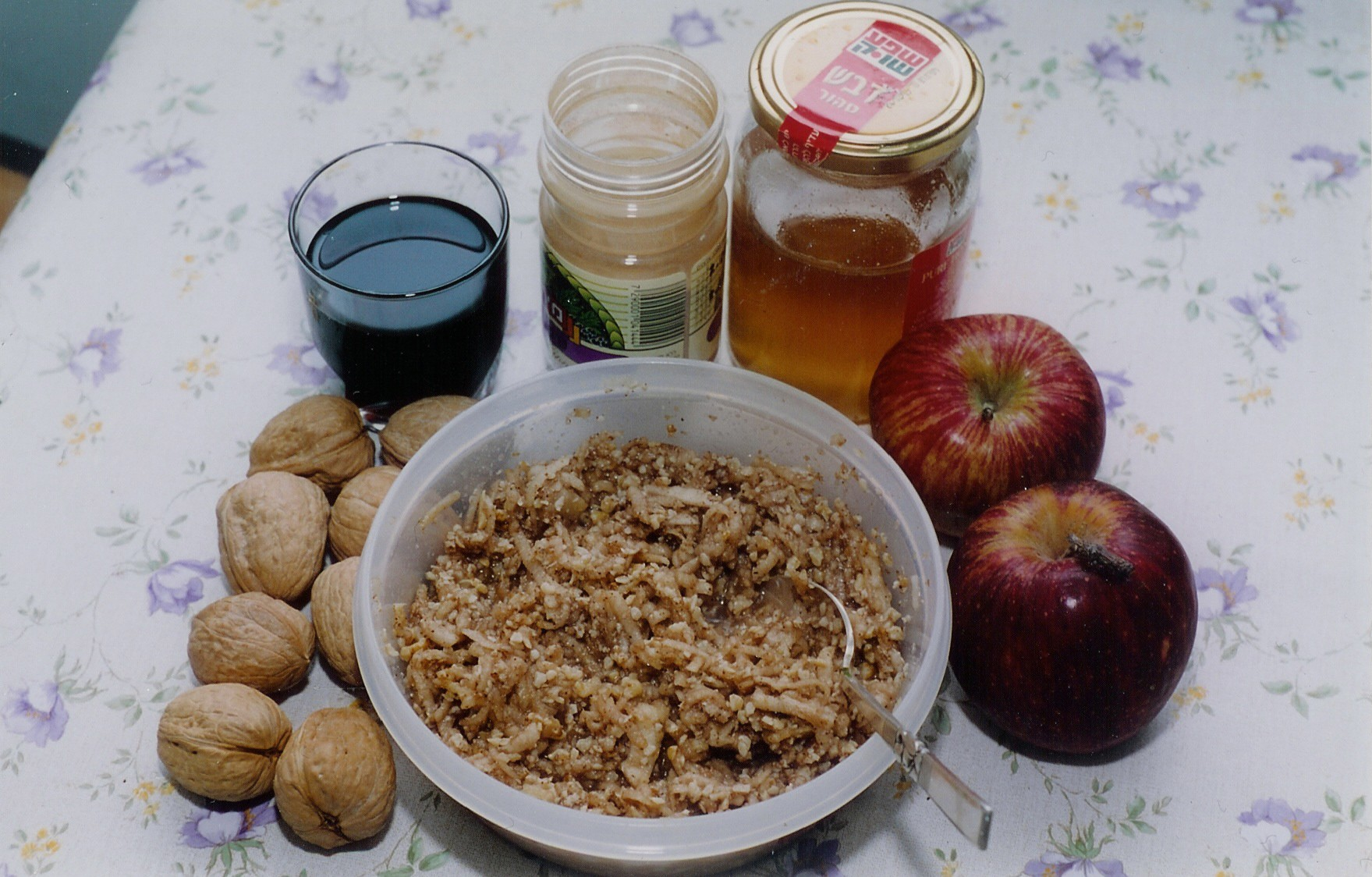
Charoset al estil asquenazita, d'esquerra a dreta: nous, vi, canyella, mel, i pomes.

El charoset (en hebreu: חרוסת) és un dolç de la cuina jueva que es consumeix tradicionalment en la festa de Pessa'h. El charoset està fet de fruita triturada amb vi i espècies com la canyella i el clau d'espècia. El charoset és part del sopar del Séder de Pessa'h, i és un dels ingredients de la kearà, el seu sabor dolç fa que sigui el favorit entre els nens. El charoset, simbolitza l'argila amb la qual els esclaus israelites van construir les ciutats egípcies. Segons el rabí Eliezer, el charoset pot estar vinculat a la pomera (l'arbre de la poma). A Egipte, sota aquest arbre es van amagar les dones jueves per donar a llum als seus fills.